# Invasión mongola de la Rus de Kiev
La invasión mongola de la Rus de Kiev se refiere a la invasión iniciada por el ejército bajo el mando de Subotai, del Imperio mongol, que en la batalla del río Kalka en 1223 se enfrentó y derrotó a las fuerzas de varios príncipes de la Rus de Kiev. Sin embargo, este primer intento de invasión no tuvo mayores efectos prácticos, ya que a principios de 1224 los mongoles fueron derrotados en la batalla de Kernek y tuvieron que retirarse.
Quince años después, Batú Kan llevó a cabo una invasión a gran escala entre los años 1237 y 1240. La invasión y ocupación mongola profundizó la fragmentación de la Rus de Kiev y los principados eslavos se volvieron vasallos de la Horda de Oro, esto influyó en el desarrollo de la posterior historia en la región, de los estados eslavos orientales, y al posterior ascenso del Principado de Moscú como potencia en la región. El vasallaje de los principados eslavos no terminaría hasta que los mongoles de la Horda de Oro fueron derrotados en la batalla de Kulikovo en el 1380, iniciándose así el principio del fin de los mongoles en la región.
Colin McEvedy en su obra Atlas of World Population History, de 1978, estima que la población de la Rus de Kiev cayó de 7,5 millones antes de la invasión a 7 millones después.

Rus de Kiev en 1237.

## Contexto

Campañas mongolas.

Los mongoles tenían planes de conquistar Europa del Este mucho antes de la Campaña de Batú Kan. Ya en 1207, Genghis Khan envió a su hijo mayor: Jochi, a conquistar las tribus que vivían al norte del río Selengá y en el valle del Irtysh.
Al mismo tiempo, las tierras de Europa del Este que se planeaba conquistar en el futuro se incluyeron en la composición del Jochi Ulus. Sin embargo, durante la vida de Genghis Khan, estos planes no se realizaron, y la campaña, entre 1222 y 1224, en Transcaucasia y el sudeste de Europa, del ejército de treinta mil hombres de Subotai y de Jebe, se considera tradicionalmente una campaña de reconocimiento, aunque algunos estudiosos afirman que el objetivo de esta campaña, que se suponía que iba a ser apoyada por las fuerzas de Jochi, eran los cumanos, los alanos, Hungría y Rusia, incluida Kiev.
El 31 de mayo de 1223, durante la campaña del ejército de Subotai y de Jebe, tuvo lugar la batalla del río Kalka, que terminó con la derrota del ejército ruso-cumano. Como resultado, los mongoles estudiaron el futuro teatro de operaciones militares, se familiarizaron con las tropas y fortificaciones rusas y recibieron información sobre la situación interna de los principados rusos. Desde las estepas cumanas, el ejército de Subotai y de Jebe se trasladó a la Bulgaria del Volga, donde, en inicios de 1224, fue derrotado en la batalla de Kernek y regresó a través de las estepas del actual Kazajistán hasta Asia Central.
A finales de la década de 1220, comenzó la campaña de Subotai con su cuerpo de 30 000 hombres en las estepas del mar Caspio. Las crónicas rusas datan, en 1229, la aparición de los mongoles en el río Ural. El ejército de Subotai hizo retroceder a los destacamentos de guardia saksin, cumanos y búlgaros en el río Ural, y luego se estableció en la parte suroeste del Baskortostán. Después del Kurultai de 1229, las tropas del Jochi acudieron en ayuda de Subotai. Los ataques conjuntos se dirigieron contra los cumanos, las tierras bashkires y, a partir de 1232, contra los búlgaros del Volga. Los ataques mongoles en estas direcciones continuaron hasta 1235.
En 1235 se convocó un nuevo Kurultai. El motivo de la convocatoria fue la falta de fuerzas en el Jochi ulus para una ofensiva a gran escala contra Europa del Este. El Kurultai planeó una campaña general mongola, en la que participarían tropas de otros uluses.
Además de Batú Kan (hijo de Jochi y nieto de Gengis Kan), participaron en la campaña los siguientes descendientes de Gengis Kan:
1. hijos de Jochi: Orda Kan, Shiban, Tangkut y Berke;
2. Baidar, hijo de Chagatai; y Buri, nieto de Chagatai;
3. hijos de Ogodei: Guyuk Kan y Kadan;
4. hijos de Tolui: Möngke y Buchek;
5. Kulhan, hijo de Genghis Khan; y
6. Argasun, nieto del hermano de Genghis Khan.[5][4]

Inicialmente, el propio Ogodei planeó liderar la Campaña de Kipchak, pero Möngke lo disuadió. La importancia que los descendientes de Gengis Kan concedían a la conquista de los rusos queda evidenciada en el monólogo de Ogodei dirigido a Guyuk Kan, quien estaba insatisfecho con el liderazgo de Batú Kan.
Entre 1235 y principios de 1236, el ejército reunido se preparó para una ofensiva y luego conquistó parte del Baskortostán y los miembros de las tribus que vivían en las tierras conquistadas fueron obligados a unirse al ejército mongol. En el otoño de 1236, los mongoles se concentraron en las estepas del mar Caspio bajo el liderazgo de Batú Kan.
El primer golpe del ejército unido de los descendientes de Gengis Kan cayó sobre la Bulgaria del Volga, que, hasta mediados de la década de 1220 estuvo en constante conflicto con los Principados de Vladimir-Suzdal y de Murom-Ryazan. Los partidos emprendieron campañas, se produjeron constantes escaramuzas, en las que las tropas rusas resultaron principalmente victoriosas.
Sin embargo, con la aparición de los mongoles en sus fronteras, los búlgaros comenzaron a buscar la paz, que encontró la comprensión y el apoyo de los príncipes rusos. Con el paso de los años, los rusos y los búlgaros normalizaron sus relaciones, lo que permitió a la Bulgaria del Volga concentrar todos sus esfuerzos en prepararse para repeler la esperada invasión mongola. Se crearon murallas en los bosques para cubrir las ciudades principales, se fortificaron las propias ciudades y se aumentaron las guarniciones. Sin embargo, todas estas medidas resultaron inútiles: la Bulgaria del Volga fue derrotada y completamente conquistada en la primavera de 1237. Tanto las crónicas rusas como las fuentes orientales informan de la derrota y la devastación masiva del país. Casi todas las ciudades fueron destruidas y el campo también quedó devastado.
La siguiente etapa de la campaña fue un ataque contra los cumanos y los alanos. Desde la región del Bajo Volga, los mongoles avanzaron en un amplio frente hacia la desembocadura del río Don, donde tuvo lugar otra concentración de tropas. La ofensiva continuó hasta el otoño de 1237 y terminó con la derrota de los cumanos y los alanos.
Después de esto, los mongoles capturaron las tierras de los Burtases, Moksha y Erzya. La grandiosa batalla de Zolotarevskoe tuvo lugar cerca del cruce estratégico del río Surá. Según el historiador Kargalov, las acciones militares de 1237 se llevaron a cabo para crear una cabeza de puente para una campaña contra la Rus. A finales de año, un enorme ejército mongol y tropas aliadas con Batú Kan se encontraban en las fronteras de Rusia.
En el otoño de 1237, comenzaron los preparativos para la campaña de invierno contra el noreste de Rusia. Las tropas mongoles se agruparon cerca de Vorónezh, y los destacamentos que habían luchado anteriormente con los cumanos y los alanos también fueron llevados allí.
En la literatura histórica se ha expresado a menudo la opinión de que el ataque de los tártaros mongoles a los principados rusos fue una completa sorpresa para estos últimos. Sin embargo, el hecho de que después de la derrota de las tropas ruso-polovtsianas en Kalka en 1223, los tártaros mongoles aparecieran nuevamente en las fronteras de Rusia en 1229 y a partir de 1236 comenzaron a conquistar sus vecinos, sugiere que los príncipes rusos deberían haber esperado una ataque a sus tierras.
Los estrechos vínculos entre los búlgaros y los suzdalianos, que entre otras cosas estuvieron implicados en disputas por el control de las rutas comerciales, así como la afluencia de numerosos refugiados a tierras rusas que transmitieron información sobre los conquistadores, también confirman que al menos los príncipes de Vladimir y de Riazán eran muy conscientes no sólo del inminente ataque, sino también del momento de su comienzo. El hecho de que los principados fronterizos rusos sabían de la inminente invasión también lo evidencian las cartas e informes del monje dominico Julianus, sobre los preparativos para la invasión de Rusia por tres cuartas partes del ejército mongol:
Debido a la desunión, e incluso a la desunión hostil, los príncipes rusos, no sólo no pudieron coordinar la defensa de todas las tierras rusas, sino que tampoco tuvieron tiempo de tomar suficientes medidas defensivas de emergencia en sus principados.
En el transcurso de su decadencia, la Rus de Kiev se enfrentó a la imprevista irrupción de un poderoso enemigo extranjero proveniente de Extremo Oriente. 

A causa de nuestros pecados, naciones desconocidas llegaron. Nadie conoce su origen o de dónde vienen, ni qué religión practican. Solo lo sabe Dios, y quizá hombres sabios que aprendieron de los libros

## Fuerzas de los partidos

### Ejército mongol
Artículo principal: Ejército mongol
Se desconoce el número exacto de tropas de Batú Kan que invadieron tierras rusas. La mayoría de los historiadores rusos prerrevolucionarios estimaron el tamaño de la horda en 300 000 guerreros, y teniendo en cuenta los destacamentos que se unieron a lo largo del camino y los destacamentos de los pueblos conquistados en el camino hacia el Volga, el número era de 500 000 personas. Los historiadores soviéticos hicieron evaluaciones similares.
Las antiguas crónicas rusas no dan cifras exactas, indicando únicamente el enorme tamaño del ejército mongol. Su gran número también está confirmado por fuentes armenias. Mientras tanto, fuentes europeas citan cifras enormes. Así, Giovanni da Pian del Carpine habló de 600 000 guerreros que sitiaron Kiev, y el cronista húngaro Simón de Kéza escribió sobre medio millón de mongoles que invadieron Hungría. El historiador persa Rashid-al-Din Hamadani mencionó 129 000 guerreros, según el testimonio de Genghis en el testamento de Genghis Khan (esto no incluye las tropas aliadas con los mongoles).
En las estimaciones modernas, la cuestión de los números también sigue siendo controvertida. Diversos investigadores citan las siguientes cifras:
- Entre 120 y 140 mil soldados según R.P. Khrapachevsky;[11]
- El historiador V. V. Kargalov escribió: “La cifra de 300 mil personas, que solían citar los historiadores prerrevolucionarios, es controvertida y exagerada... Por lo tanto, el número total del ejército mongol-tártaro, preparado para la campaña contra los principados rusos, se puede determinar entre: 120 y 140 mil personas";[12]
- El historiador holandés Leo de Hartog estimó el ejército en 120 mil hombres;[13][12]
- N. Ts. Minkuev estimó el número en 139 mil personas;[12][14]
- Georgy Vladimirovich Vernadsky estimó el núcleo del ejército mongol en 50 mil personas, pero también aceptó una estimación de hasta 140 mil, teniendo en cuenta los guerreros adyacentes de los pueblos turcos. Sin embargo, señaló que debido a la compleja logística del siglo XIII en Rusia, el número de tropas en un momento y en un lugar no podía ser más de 50 mil, dado que estaba en constante movimiento.[12]

Los hermanos de Batú Kan: Shiban y Tankgut; los primos Baydar y Buchek; y el primo segundo Argasun no son mencionados en la campaña hacia el norte. Según una versión, en el invierno de 1237-38, Möngke no interrumpió su incursión en el norte del Cáucaso, en relación con lo cual Batú Kan habló positivamente de él a Ogodei.
Las tácticas de los mongoles eran claramente de naturaleza ofensiva. Buscaban asestar golpes rápidos al enemigo tomado por sorpresa, para desorganizar y generar desunión en sus filas. Evitaron, siempre que fue posible, los grandes combates frontales, derrotando al enemigo poco a poco, agotándolo con continuas escaramuzas y ataques sorpresa.
Para las batallas, los mongoles se organizaron en varias líneas, con caballería pesada en reserva y en las primeras filas, formaciones de pueblos conquistados y destacamentos ligeros. La batalla comenzaba con el lanzamiento de flechas, con las que los mongoles buscaban sembrar confusión en las filas enemigas. También intentaron romper el frente enemigo con ataques repentinos, dividiéndolo en partes, utilizando ampliamente envolvimientos de flanco, ataques de flanqueo y de retaguardia.
La fuerza del ejército mongol residía en su continuo liderazgo en la batalla. Los kanes, temniks y milicianos no luchaban junto con los soldados rasos, sino que estaban detrás de la formación, en lugares elevados, dirigiendo el movimiento de las tropas con banderas, señales de luz y humo y las señales correspondientes de trompetas y tambores.
Las invasiones mongolas solían ir precedidas de un cuidadoso reconocimiento y una preparación diplomática destinada a aislar al enemigo y avivar los conflictos internos. Luego hubo una concentración oculta de tropas mongolas en la frontera. La invasión generalmente comenzaba desde diferentes lados por destacamentos separados, dirigiéndose, por regla general, a un punto previamente designado. En primer lugar, los mongoles intentaron destruir la fuerza humana del enemigo y evitar que reabasteciera sus tropas. Penetraban profundamente en el país, destruyendo todo a su paso, exterminando a la población y ahuyentando a los rebaños. Destacamentos de observación eran apostados contra fortalezas y ciudades fortificadas, devastando las áreas circundantes y preparándose para un asedio.

### Fuerzas de los principados rusos
Artículo principal: Fuerzas armadas en la Rus de Kiev
Los escuadrones principescos eran superiores al ejército mongol en términos de armas, técnicas tácticas y formación de combate. Las armas de los guerreros rusos, tanto ofensivas como defensivas, eran famosas mucho más allá de las fronteras de Rusia. Se utilizaron armaduras pesadas a gran escala. Sin embargo, los escuadrones, por regla general, no superaban unos pocos cientos de personas y eran de poca utilidad para actuar bajo un mando único y según un plan único. Al mismo tiempo, la parte principal del antiguo ejército ruso era la milicia. Era inferior a los nómadas en cuanto a armas y capacidad para utilizarlas. La milicia utilizaba hachas, lanzas y espadas, pero pocos combatientes tenían este tipo de arma.
Las crónicas rusas no contienen cifras exactas del número total de tropas en los principados rusos. Según  Serguéi Soloviov, los principados del norte podrían haber desplegado hasta 50 000 soldados, y los principados del sur podrían haber desplegado el mismo número. Muchos investigadores, tales como: A. A. Strokov, V. V. Kargalov y Denis Grigorievich Khrustalev; llegaron a cifras similares y señalan que la mitad de todas las fuerzas (unos 50 000 soldados) podrían haber estado en Vladimir y Novgorod, cuyas tropas podrían haber contado con el príncipe Vladimir. En la batalla de Kolomna (entre diciembre de 1237 y enero de 1238), el ejército de Vladimir podría haber llegado a contar con 20 000 personas, sin embargo, más de 2/3 estaban formados por milicianos.
Teniendo en cuenta que el potencial demográfico de Rusia en ese momento era de aproximadamente 12 millones de personas, los principados rusos, teóricamente, podrían haber desplegado más de 100 000 tropas, sin embargo, era prácticamente imposible hacer esto, debido a la fragmentación feudal.  Según el punto de vista tradicional, la fragmentación feudal tuvo un impacto negativo en la organización militar de los principados rusos. Los escuadrones de príncipes y ciudades estaban dispersos en un vasto territorio y débilmente conectados entre sí; la concentración de fuerzas importantes estaba asociada con dificultades. El ejército de varios grandes principados, que se reunió solo una vez contra los mongoles antes de la invasión (en 1223, en la batalla del río Kalka), aunque podría haber sido superior a las tropas que derrotaron a los cumanos durante la era de Vladímir II Monómaco, no tenía un mando unificado, que se convirtió en la principal causa de la derrota. Durante la invasión, los príncipes rusos nunca recurrieron a una alianza militar tan amplia entre las distintas ramas de la dinastía Rúrika, como ocurrió en 1223, ni con sus vecinos (Hungría y Polonia), que también se convirtieron (como los cumanos en 1223) en víctimas de la invasión mongola.
Ruslan Grigorievich Skrynnikov dijo que, Yaroslav II de Nóvgorod, uno de los príncipes rusos con más tropas a su disposición al comienzo de la invasión, no envió efectivos para apoyar la lucha de su hermano: Yuri II de Vladímir por defender la ciudad de Vladímir de la invasión mongola, batalla que tuvo lugar entre el 3 y 8 de febrero de 1238. Yaroslav no llegó a la ciudad de Vladímir hasta el verano para hacerse cargo del trono del Principado de Vladímir-Súzdal.

## Campaña contra la Rus del noreste (1237-1238)

### Devastación de las tierras de Riazán, batalla cerca de Kolomna
Artículo principal: Sitio de Riazán
A finales del otoño de 1237, el ejército de Batú Kan apareció en las fronteras meridionales del Principado de Riazán. Pronto llegó a Riazán una embajada de Mongolia, exigiendo al príncipe Yuri Ingvarevich «el diezmo de todo: de las personas, de los príncipes, de los caballos, de todo, un décimo». El príncipe Yuri respondió: “Cuando nos vayamos, te llevarás todo”. Según el: "Relato de la destrucción de Riazán de Batu", el príncipe inmediatamente pidió ayuda a Yuri II de Vladímir y a Miguel de Chernígov. Por otro lado, según la Crónica de Nóvgorod, los embajadores fueron enviados sólo después de la derrota de las tropas de Riazán en el río Vorónezh, en noviembre o principios de diciembre de 1237.
Según el "Relato"..., Yuri Ingvarevich envió una embajada de regreso a Batú Kan, encabezada por su hijo Fyodor. Batú Kan aceptó los regalos de los embajadores y organizó una fiesta en su honor, donde prometió no atacar el Principado de Riazán. En la fiesta, los descendientes de Gengis Kan comenzaron a exigir a los embajadores sus hijas y esposas, y el propio Batú Kan exigió que Fiódor llevara a su esposa Eupraxia a su cama. Al recibir una negativa, los mongoles mataron a la embajada. Al enterarse de la muerte de su marido, Eupraxia, junto con su hijo pequeño, se arrojó desde el tejado de la torre.
Batalla del río Voronezh. Para reforzar las guarniciones en la frontera del Principado y evitar que el enemigo pudiera abrirse paso, Yuri Ingvarevich dirigió sus regimientos, así como los regimientos del Principado de Múrom y Pronsk, a las orillas del Río Vorónezh, donde tuvo lugar la batalla, entre noviembre o principios de diciembre de 1237, que fue ganada por los mongoles. Según Leonti Víktorovich Voitovich: Yuri Davídovich y Oleg Yúrievich, del Principado de Múrom, murieron en la batalla. Según la versión del “Relato ...”, Yuri Ingvarevich también cayó en la Batalla.
Después de la batalla, el ejército de Batú Kan avanzó a lo largo del río Pronia, destruyendo ciudades y pueblos. El Códice de Hipacio informa sobre la huida a Vladímir del hijo de Mijail Vsevolodovich (príncipe de Pronsk); la propia Pronsk fue destruida. Las tropas de Batú Kan asaltaron y destruyeron las ciudades de Belgorod-Ryazansky y Dedoslavl.
Sitio de Riazán (16-21 de diciembre de 1237): Batú Kan condujo sus tropas a la Antigua Riazán, acercándose a la ciudad el 16 de diciembre. Los mongoles comenzaron a rodear la Antigua Riazán con una valla. Tan pronto como la ciudad quedó aislada del mundo exterior, comenzó el asalto. Los atacantes lanzaban constantemente nuevas fuerzas a la batalla, mientras que los habitantes de la Antigua Riazán no tenían dónde esperar ayuda. Sólo después de cinco días de lucha, el 21 de diciembre de 1237, las tropas de Batú Kan irrumpieron en la Antigua Riazán.
El príncipe Yuri Ingvarevich murió y el príncipe Oleg Ingvarevich Krasny fue capturado por los mongoles. Los mongoles lo mantuvieron cautivo hasta 1252 y sólo entonces lo liberaron. La población de la ciudad fue masacrada. Los datos de las crónicas sobre el exterminio masivo de los habitantes de la Antigua Riazán, incluidos niños y ancianos, fueron  confirmados por las excavaciones arqueológicas realizadas en la ciudad entre 1977 y 1979.
Los mongoles no sólo destruyeron la Antigua Riazán, sino que devastaron todo el Principado. Al mismo tiempo, los historiadores y arqueólogos no han podido identificar la abrumadora mayoría de las ciudades (docenas de asentamientos) destruidas por los mongoles entre 1237 y 1238, tanto en la región de Riazán como en toda la Rusia.
Batalla de Kolomna. Después de devastar el Principado de Riazán, las tropas de Batú Kan avanzaron a lo largo del hielo del río Oká en dirección a Kolomna, destruyendo las ciudades del río Oká, entre ellas: Ozhsk, Lgov, Pereyaslavl-Riazán y Borisov-Glebov. Se desconoce el momento exacto en que Batú Kan se acercó a Kolomna; diferentes historiadores fechan la batalla de tres días dentro de los primeros diez días de enero de 1238.
Para reforzar las defensas de la ciudad: el Príncipe Vladimir Vsevolod, que llegó a Kolomna con todo su pueblo, y el gobernador Ereméy Glebovich, trajeron el escuadrón Vladimir. A la ciudad también llegaron los restos de las tropas de Riazán, dirigidas por Román Ingvarevich (hijo de Ingvar Igorevich), y posiblemente también los regimientos de Nóvgorod.
El gobernador Ereméy y el príncipe Román dirigieron el regimiento de guardia. Los rusos lucharon en un cerco, sin embargo, se sabe que Kulkan, el hijo menor de Genghis Khan, murió en esta batalla. Esto permite a los historiadores asumir que el orden de las tropas mongolas se vio alterado durante la batalla y los rusos lograron abrirse paso hacia la retaguardia del enemigo.
Las últimas batallas tuvieron lugar cerca de las estructuras defensivas de Kolomna, contra las cuales se encontraban presionados los defensores. El gobernador Ereméy y el príncipe Román cayeron en la batalla, el príncipe Vsevolod, con una pequeña parte de su escuadrón, logró escapar.
Evapati Kolovrat era un boyardo de Riazán, que encabezó la embajada enviada a Chernígov en busca de ayuda y regresó más tarde "con un pequeño escuadrón". Según la crónica, Miguel de Chernígov no prestó una gran ayuda porque los riazaneses, en 1223, no habían enviado tropas para luchar contra los mongoles en la batalla del río Kalka.
Algunas ediciones del "Relato ..." mencionan el funeral solemne de Evpatiy, que tuvo lugar, el 11 de enero de 1238, en la Catedral de Riazán. Según el “Relato ...”, Evpatiy luchó contra ça retaguardia de los mongoles en el Principado de Vladímir-Súzdal.

### Derrota del Principado de Vladimir-Suzdal
Artículo principal: Batalla del río Sit
Tras saquear Kolomna, las tropas de Batú Kan atravesaron el hielo del río Moscova hasta las profundidades del Principado de Vladímir-Súzdal. Alrededor del 15 de enero, se acercaron a Moscú, donde gobernaba Vladimir Yuryevich. Según Rashid-al-Din Hamadani, las tropas mongoles-tártaros lograron tomar Moscú después de un asedio de cinco días.
Después de destruir la ciudad y saquear sus alrededores, Batú Kan condujo su ejército a Vladímir. Vadim Viktorovich Kargalov escribió que la ruta más probable era a lo largo del hielo del río Kliazma. El 4 de febrero de 1238, el ejército mongol se acercó a Vladímir. La ciudad tenía poderosas fortificaciones: las murallas de la "Ciudad Nueva ", las murallas de la "Ciudad Vieja " y las murallas de la ciudadela (Ciudad Pecherny, del siglo XVII - el Kremlin de Vladímir).
Unos días antes de esto, Yuri Vsevolodovich con un pequeño séquito fue al río Sit para reunir tropas para una nueva batalla con el enemigo, esperando a los regimientos de sus hermanos Yaroslav II de Nóvgorod (varios historiadores creen que Yuri estaba esperando tropas de Nóvgorod en el río Sit) y Sviatoslav III de Vladímir.
La familia de Yuri permaneció en Vladímir: su esposa y sus hijos Vsevolod y Mstislav, así como parte del escuadrón dirigido por el gobernador Pyotr Oslyadyukovich. Al acercarse a la ciudad, los guerreros mongoles-tártaros mostraron su prisionero: Vladimir Yuryevich, que había sido capturado durante la destrucción de Moscú, a los príncipes y habitantes que se encontraban en las murallas y exigieron la rendición voluntaria de la ciudad. Al oír la negativa, mataron a Vladimir y comenzaron a preparar el asedio.
Ese mismo día, parte del ejército mongol avanzó hacia Súzdal y saqueó la ciudad. La población fue en parte asesinada, en parte hecha prisionera y los asentamientos y monasterios circundantes fueron quemados. El 6 de febrero, este destacamento regresó al campamento cerca de Vladímir. En ese momento la ciudad estaba rodeada por una valla, se colocaron cañones lanzapiedras frente a las murallas y temprano en la mañana del 7 de febrero, domingo, los mongoles lanzaron un ataque. Consiguieron destruir las murallas en varios lugares, pero ese día el asalto fue repelido. El 8 de febrero se reanudó el ataque, los defensores de la ciudad no pudieron mantener las brechas que los mongoles habían hecho anteriormente en las murallas y los atacantes irrumpieron en la "Ciudad Nueva" y la incendiaron.
Muchos residentes murieron en el incendio. Pero muchos defensores lograron refugiarse tras los muros de la “Ciudad Monomakh”, pero no pudieron resistir allí y los supervivientes se retiraron a la cidadela, el último bastión de la defensa de Vladímir. Luego, Vsevolod, hijo de Yuri, abandonó la ciudad, con parte de su escuadrón. Esperaba el perdón de Batú Kan, pero fue asesinado. Mstislav, el hijo mediano de Yuri, al igual que sus hermanos, también murió "fuera de la ciudad". Después del asesinato de Vsevolod, los mongoles tomaron la fortaleza, y la catedral, donde se habían refugiado la gran familia ducal, los boyardos y los residentes comunes, fue quemada por los mongoles junto con la gente que se encontraba allí. Vladímir fue la última ciudad del noreste de Rusia que fue sitiada por las fuerzas combinadas de Batú Kan.
Las principales fuerzas de los mongoles se movieron por la ruta más corta de Vladímir a Novgorod (Pereslavl-Zaleski-Tver-Torzhok) y encontraron una mayor resistencia. Según Rashid-al-Din Hamadani, Pereyaslavl fue tomada en cinco días. En Tver fue asesinado un hijo de Yaroslav II de Nóvgorod, y Torzhok, en el “suburbio” de Nóvgorod, resistió durante dos semanas.
Yuri reunió las tropas rusas en el río Sit, al norte del río Volga, en la frontera con la tierra de Nóvgorod. Aquí se le unieron tropas dirigidas por sus sobrinos Konstantinovich: Vasilko de Rostov Veliki, Vsévolod de Yaroslavl y Vladímir de Úglich, así como su hermano Sviatoslav III de Vladímir. Las crónicas cuentan que Yuri también esperaba los regimientos de Yaroslav II de Nóvgorod, su otro hermano, que en ese momento estaba en Kiev y controlaba Nóvgorod a través de su hijo Alejandro Nevski; sin embargo, esta ayuda no llegó. V. N. Tatishchev menciona a Iván Vsevolodovich (príncipe de Starodub), quien no fue al río Sit con un “pequeño ejército”, y envió su familia a un lugar lejano.
En dirección noreste, entre los líderes militares mongoles sólo se conoce a Burundai. Estas fuerzas fueron de Vladímir a Rostov Veliki, destacando un destacamento oriental que pasó por Starodub na Kliazme, Gorodéts, Kostromá y Yaroslavl y para llegar a Gálich en el norte y, posiblemente, incluso a Vólogda, un suburbio de Novgorod.
Tres semanas después de la captura de Vladímir, los mongoles se acercaron a la ciudad desde la dirección de Úglich. Al enterarse de la llegada del enemigo, Yuri ordenó al Voivoda Zhiroslav Mikhailovich que se preparara para la batalla y envió un destacamento de tres mil hombres bajo el liderazgo de Dorofey Semenovich para realizar un reconocimiento. Pronto el comandante regresó, informando que los tártaros ya los habían rodeado.
La batalla tuvo lugar el 4 de marzo de 1238, también la fecha del asesinato por parte de Batú Kan del cautivo Vasilko de Rostov Velik en el bosque Shernsky, después de la batalla. El ejército de Vladimir, cuyo número, según los cálculos de Denis Grigorievich Khrustalev, era aproximadamente el mismo que el de Burundai, es decir, unas 10 000 personas. No tuvo tiempo de prepararse para la batalla, fue rodeado y pereció casi por completo o fue hecho prisionero. Sin embargo, los propios mongoles “sufrieron una gran plaga y un número considerable de ellos cayó”. Vsevolod Konstantinovich de Yaroslavl murió en la batalla junto con Yuri. Vasilko Konstantinovich Rostovsky fue capturado y posteriormente asesinado después de negarse a prestar juramento. Sviatoslav III de Vladímir y Vladimir Konstantinovich de Úglich lograron escapar.
De esta manera, el ejército de Batú Kan destruyó y quemó casi todas las ciudades principales del Alto Volga y la zona entre los ríos Klyazma y Volga. Sólo en febrero de 1238, 14 ciudades cayeron en el Principado de Vladímir-Súzdal.
Según Vasili Tatíshchev, las pérdidas de las tropas mongolas fueron muchas veces mayores que las pérdidas de los rusos, pero los mongoles compensaron con el uso de prisioneros en las batallas.

### Negativa a marchar sobre Novgorod
El 20 de febrero de 1238, los mongoles sitiaron Torzhok, que era una poderosa fortaleza en el camino del Principado de Vladímir-Súzdal a la "Tierra de Novgorod". En la ciudad, no había ningún príncipe y la defensa estuvo dirigida por alcaldes electos y los propios habitantes de la ciudad repelieron los asaltos durante un periodo de tiempo considerable.
La guarnición esperaba ayuda de Novgorod, pero ésta no llegó. Los tártaros sitiaron la ciudad durante dos semanas con máquinas que arrojaban piedras y, el 5 de marzo, la ciudad cayó. La población fue destruida y los habitantes supervivientes fueron perseguidos por los tártaros, según las crónicas, hasta la "Cruz de Ignach", desde donde quedaban 100 millas hasta Novgorod.
No hay consenso en la historiografía sobre por qué los tártaros mongoles no avanzaron más profundamente en las tierras de Nóvgorod:
- Según la visión tradicional, los mongoles detuvieron su avance hacia Nóvgorod y retrocedieron hacia las estepas debido a la proximidad de la raspútitsa, cuando el movimiento se volvió demasiado difícil. Según Vadim Viktorovich Kargalov, sólo uno de los tres destacamentos mongoles tomó Torzhok y luego se trasladó hacia Novgorod, y fue el retraso de dos semanas cerca de Torzhok lo que provocó que no tuvieran tiempo de reunirse para la Campaña contra Novgorod antes del inicio de la deshielo.[26]
- También estaban debilitados por los combates y cargados con el botín. Según Valentín Lavréntievich Yanin, que se basó en las conclusiones de Vladímir Alekseýevich Chivilijin,[33] la amenaza de una hambruna primaveral en las tierras del norte de Rusia[34] impidió que los mongoles marcharan sobre Nóvgorod;
- Según la versión de Denis Grigorievich Khrustalev, presentada en la Gran Enciclopedia Rusa, la razón de la negativa de los mongoles a marchar sobre Novgorod fueron las elevadas pérdidas.[15]

### Retirada a la estepa
Después de la captura de Torzhok y la batalla del río Sit, el ejército de Batú Kan avanzó hacia el sur en un frente amplio. En el camino de regreso, el ejército mongol se movió en tres grupos. El grupo principal se movió directamente hacia el sur, rumbo a Kozelsk.
El grupo occidental pasó 30 kilómetros al este de Smolensk, haciendo una parada en la zona de Dolgomostye. Luego se dirigió al sur, invadió el Principado de Chernígov y quemó Vshchizh, ubicado en las proximidades de las regiones centrales del Principado de Chernigov-Seversk (una versión conecta la muerte de los cuatro hijos menores de Vladimir Svyatoslavich con este evento), pero luego no fue a las grandes ciudades de Briansk y Karáchev, giró bruscamente hacia el noreste, regresó a la cuenca hidrográfica y, a fines de marzo o principios de abril de 1238, se acercó a Kozelsk junto con el grupo principal.
El Asedio de Kozelsk, donde se encontraba Vasili Ivanovich, el nieto de 12 años de Mstislav Svyatoslavich, participante en la batalla del río Kalka, duró 7 semanas. El grupo oriental, liderado por Kadan (hijo de Ogodei) y Buri (nieto de Chagatai), pasó por la ya devastada Riazán por segunda vez y llegó a Kozelsk a principios de mayo, desde el este.
Los mongoles tomaron Kozelsk, pero sufrieron grandes pérdidas tanto en equipo como en mano de obra durante las incursiones de los sitiados y el combate cuerpo a cuerpo en las murallas y en el promontorio. La población de la ciudad fue destruida.
Desde Kozelsk, las tropas mongolas se desplazaron hacia el sur, hacia las estepas cumanas. A mediados del verano de 1238, llegaron a las estepas del río Don, donde se encontraban los principales campamentos nómadas de Batú Kan.

## Campaña de 1238-39
Según muchos historiadores, las campañas mongolas de 1236-1238 contra los pueblos de la región del Volga, los cumanos y otros fueron la conquista de pueblos que, según la voluntad de Gengis Kan y los intereses del Imperio mongol, debían ser subyugados, pero aun así permanecieron sin conquistar.
Las acciones militares de 1238-1240 no se presentan como otra campaña hacia Occidente, sino sólo como la restauración del orden dentro del Imperio mongol, es decir: la supresión de las rebeliones que levantaron a la población local contra las autoridades legítimas. Así, el hecho de la conquista inicial y el reconocimiento por parte de algunos pueblos del poder de los descendientes de Gengis Kan, los introdujo automáticamente en las filas de los súbditos del Gran Khan, y cualquier resistencia posterior por su parte (posiblemente legal desde su punto de vista) era interpretada por los mongoles como un crimen, una rebelión contra la autoridad legítima, que conllevaba acciones punitivas apropiadas.
A partir del verano de 1238, los mongoles, habiendo ocupado la región del río Don, comenzaron a reprimir metódicamente la resistencia esporádica en la región del Bajo Volga, del norte del Cáucaso y la zona forestal del interfluvio Sura-Oka. Uno de los principales centros de resistencia siguieron siendo los kimakis bajo el liderazgo de Bačman, quienes, tras sufrir una derrota a manos de los mongoles, en 1229, en la región del transvolga, permanecieron invictos y continuaron librando una feroz guerra con las tropas mongoles en la región del Bajo Volga. La zona de resistencia a los mongoles incluía el interfluvio Volga-Ural y la región del Bajo Don. Por lo tanto, el ataque principal de las tropas mongolas se dirigió contra él. A la cabeza de las tropas estaba Möngke.
Bačman, debido a sus orígenes nobles y méritos militares, pudo convertirse en el centro de atracción de las fuerzas antimongoles y organizar una seria oposición a los descendientes de Gengis Kan. Los cumanos fueron apoyados por los alanos turquizados de las regiones del río Don y del Bajo Volga bajo el mando de Kachir-ukule. Batú Kan envió las mejores tropas de Möngke contra Bačman. En 1238-1239, las asociaciones cumanas más grandes fueron derrotadas. Sólo aquellas hordas que se retiraron rápidamente hacia el oeste conservaron su independencia y unidad. Una de las mayores asociaciones de cumanos, dirigida por Köten, dirigió una carta al rey de Hungría pidiendo asilo. Se concedió el permiso y, en el otoño de 1239, el rey Bela IV se reunió personalmente con la tribu de 40 000 hombres de Köten en la frontera. Los cumanos aceptaron el catolicismo y formaron un ejército que estaba directamente subordinado al rey. La otra parte de los cumanos, que quedaron bajo el gobierno de Batú Kan, fueron incluidos en el sistema administrativo-militar mongol y reabastecieron las tropas de los descendientes de Gengis Kan.

### Operaciones militares en el interfluvio Sura-Oka y en la tierra de Murom
El Códice de Laurencio informa que: el verano de 1238 (cuando los mongoles ya habían abandonado el Principado de Vladímir-Súzdal hacia Torzhok durante su primera campaña) fue pacífico. Sin embargo, en el invierno de 1238-1239, los mongoles reprimieron el levantamiento de los búlgaros del Volga y luego entraron en tierras mordovianas, donde: tomaron Múrom y Gorojovets.
Los mongoles también capturaron Gorodéts. Otro destacamento invadió el Principado de Riazán.

### Caminata a Pereyaslavl
La campaña militar de 1239 se desarrolló en dos direcciones. En el sur, las tropas de Möngke y Guyuk Kan fueron enviados a conquistar el norte del Cáucaso y el Daguestán. En occidente, Batú Kan y sus hermanos (Orda Kan, Shiban, Tangkut y Berke) intentaron conquistar la región del norte del mar Negro y comenzaron su campaña con una invasión del Principado de Pereyáslav.
El pequeño Principado de Pereyáslav jugó un papel vital en términos militares y políticos, protegiendo las tierras de Kiev y Chernigov de las invasiones de los cumanos. Ya en el siglo X se construyeron en su territorio pequeñas ciudades que cubrían Kiev desde el sur: Voin, Rimov, Lukoml, Bron, etc. Batú Kan envió las tropas de sus hermanos, lideradas por Berke, para romper esta línea de fortalezas en Posulye.
En el invierno de 1239, varias fortalezas fronterizas fueron tomadas y las tropas mongolas avanzaron hacia Pereyáslav, la capital del Principado. A juzgar por las crónicas, el asedio de Pereyáslav fue fugaz y, según nos informa la "Crónica de Abraham", el 3 de marzo de 1239, los mongoles la ciudad. Como resultado de este ataque, la defensa de toda la frontera sur quedó rota.
La caída de Pereyáslav abrió el camino para las tropas mongoles hacia los centros del sur de Rusia: Chernígov y Kiev. Pero en el verano, las tropas de Batú Kan fueron a Cumania y al norte del Cáucaso para descansar y reabastecerse.

## Campaña de 1239-40. Defensa de Chernígov

### Campaña a Chernígov
En el otoño de 1239: Guyuk Kan, Möngke, Kadan y Buri (nieto de Chagatai) se dirigieron a la ciudad de Minkas y en el invierno, después de un asedio que duró un mes y quince días, la tomaron”. Minkas, según el Yuan-Shi, eraes una ciudad alaniana y, según Juvaini, rusa, “rodeada de pantanos y de bosques densos”, que fue sitiada a finales de noviembre-finales de diciembre de 1239 y tomada en 3 meses. Denis Grigorievich Khrustalev, basándose en las conclusiones del historiador británico John Andrew Boyle, la identifica con: Maghás, la capital del reino alaniano.
Según diversas versiones, los sitiadores de Chernígov estaban comandados por Möngke      o Batú Kan (el jefe de la campaña occidental) y Berke con sus hermanos (Orda Kan, Shiban y Tangkut). 
A diferencia de Pereyáslav, que fue tomada mediante un ataque rápido, Chernígov tuvo que ser sitiada. Fue rodeada y bloqueada, y luego sometida a ataques masivos con arietes y lanzadores de piedras. Las ciudades a lo largo del Río Desná fueron tomadas: Sósnitsia (a 100 km de Chernígov), luego Jorobor (85 km) y Snovsk (30 km).
Los príncipes de Chernígov actuaron de manera similar a los príncipes de Suzdal: los regimientos de Mstislav Glebovich, primo de Miguel de Chernígov, que reinaba en Kiev, y algunos otros príncipes acudieron en ayuda de la ciudad, aceptaron la batalla en el campo y sufrieron la derrota.  
Las crónicas de Nóvgorod de la primera mitad del siglo XV contienen un relato detallado de la derrota de los rusos cerca de Chernígov y la toma de la ciudad después de un brutal ataque. Al describir el asalto de Chernígov por los tártaros, el cronista habla de las máquinas lanzadoras de piedras utilizadas en el proceso, que destruyeron las murallas de la ciudad y decidieron así el resultado de la batalla. Su uso causó una impresión sorprendente en sus contemporáneos. El cronista describe lo ocurrido como algo sin precedentes y casi increíble: las piedras lanzadas por las terribles máquinas no podían ser levantadas ni siquiera por cuatro hombres, y estas piedras volaban una distancia que era una vez y media mayor que el alcance de vuelo de una flecha disparada con un arco ordinario. Los mongoles utilizaban equipos militares avanzados traídos de China y mantenidos por ingenieros chinos. En términos de sus parámetros de diseño y características de combate, el equipo de asedio chino era significativamente superior a todos los análogos mundiales conocidos en ese momento. Según la Crónica de Abraham antes mencionada, el 18 de octubre de 1239, la ciudad fue tomada por asalto.
La "Historia del asedio de Chernígov por Daniel de Galitzia en 1235" de la "Crónica de Galicia-Volyn" se duplica con la "Historia del asedio de Chernígov por los mongoles en 1239" en las "Noticias de Novgorod" en el año 1239: en la "Primera Crónica de Sofía" y la "Cuarta Crónica de Novgorod" y la "Crónica de Piskarevsky" hasta la descripción detallada de las piedras utilizadas por los sitiadores en máquinas de lanzamiento de piedras y la paz concluida con la participación de Mstislav Glebovich, Vladimir Rurikovich (fallecido el 3 de marzo de 1239) y Daniel de Galitzia después del enfrentamiento. Según Alexander Vyacheslavovich Mayorov, la historia de la paz se remonta a 1239,   y como resultado de este tratado, Smolensk, patrimonio de Vladimir Rurikovich, no fue devastada por los mongoles.
Después de Chernígov, las tropas mongolas comenzaron a conquistar las ciudades del principado de Chernígov a lo largo del los ríos Desná y Seim: la investigación arqueológica ha demostrado que Liúbech (en el norte) quedó intacta, pero las ciudades del principado cercanas a la Cumania: como Putivl, Hlújiv, Vyr y Rylsk, fueron destruidas y devastadas.     Algunos historiadores creen que, no obstante, Liúbech fue devastada, al igual que Mazyr, Maguilov, Gorodishche, Vishin y también Gómel.
Una versión vincula estos acontecimientos con la muerte de los cuatro hermanos menores de Mstislav Glebovich, así como de Iván Ivánovich Rylsky, nieto de Roman Ígorevich (Príncipe de Galicia).
Después de la campaña contra el Principado de Chernígov, las tropas mongolas regresaron al sur, a la cumania. Habiendo asegurado su flanco norte, los descendientes de Gengis Kan comenzaron a conquistar sistemáticamente las estepas de la región septentrional del mar Negro y Crimea.  
En el otoño de 1239, Shiban y Buchek (hijo de Tolui) se dirigieron a Crimea y alcanzaron su costa sur en diciembre: el 26 de diciembre de 1239, capturaron Sudak.

### Negociaciones entre Möngke y Kiev
En la primavera de 1240, Möngke regresó a Batú Kan, dejando parte de sus fuerzas a Bukdai, quien fue designado en su lugar para dirigir las batallas en el Cáucaso. De esta manera, el ejército de Batú Kan contribuyó a la conquista del Cáucaso, donde en ese momento operaba el cuerpo de Chormaqan.
Los tropas de Möngke, habiendo regresado de las operaciones militares en el norte del Cáucaso, aparecieron cerca de Kiev. El Khan dejó su ejército en el lado izquierdo del Río Dnieper, cerca de "Pesochny Gorodok". Según los arqueólogos, podríamos estar hablando de la ciudad de Pesochen, que estaba situada en una colina arenosa en la llanura aluvial del Dnieper, a 15 km al sur de Pereyáslav. Kiev y Pesochen estaban separadas por 100 kilómetros.
Möngke y su séquito se acercaron a la capital y se detuvieron en la orilla izquierda del Dnieper. Se enviaron embajadores a Kiev. El Khan “envió sus embajadores a Miguel y a los ciudadanos”. 

### Otros eventos
La resistencia de los cumanos, búlgaros del Volga y rusos frenó el avance de los mongoles, mientras que los descendientes de Gengis Kan intentaban abrirse paso hacia los países ricos, y esto provocó conflictos en el ejército mongol. Debido a la enfermedad del Gran Kan, la lucha por el trono entre varias facciones de la aristocracia mongola comenzó a intensificarse.
A principios de 1239, estalló una disputa entre Batú Kan y Guyuk Kan, que contaba con el apoyo de los descendientes de Chagatai, por la primacía en el mando de las tropas.
Entre 1239 y 1240, Batú Kan, Guyuk Kan y algunos otros descendientes de Gengis Kan abandonaron sus tropas y se dirigieron personalmente al kurultai. El retraso en el inicio de acciones activas contra Kiev y los países europeos está relacionado con el deseo de Batú Kan de obtener la sanción para nuevas conquistas y la confirmación de sus derechos sobre las tierras y países recién conquistados por parte del kurultai y del propio Gran Kan.
Una vez más, el Gran Kan confirmó los derechos de los hijos de Jochi (Batú Kan, Orda Kan, Shiban, Tangkut y Berke) y la prioridad del mando de Batú Kan en la Invasión mongola de Europa. Sin embargo, los temores de que después de la muerte de Ogodei, que ya estaba enfermo, las tropas de otros descendientes de Gengis Kan fueran transferidas a otra dirección, obligaron a Batú Kan a acelerar los preparativos para una campaña decisiva hacia Occidente.
En la primavera de 1240, el cuerpo bajo el liderazgo de Bukdai fue enviado a través de Derbent hacia el sur para ayudar a las tropas mongolas que operaban en Transcaucasia. En esa época, Ogodei decidió llamar a Möngke y a Guyuk Kan a casa y, en 1241, estos príncipes mongoles regresaron a sus campamentos nómadas.

## Campaña de 1240. Defensa de Kyiv

### Acción militar contra los Capuchos Negros
En el otoño de 1240, comenzó la última campaña de Batú Kan en Rus. En él también participan unidades recién formadas de pueblos conquistados. A las tropas de Subotai se unieron formaciones dirigidas por príncipes locales de: Saksin, Bulgaria del Volga, Mordovia, Mari-El, Chuvasia y Baskortostán
La nueva campaña comenzó con una guerra contra el “País de los rusos y el pueblo de los capuchos negros (Chorni Klobuki)”. Este nombre se refería a "Porosye", la zona de residencia conjunta de los federados rusos y turcos de Rus: Torks, Pechenegos, Berendéis y Kovui. El nombre "capuchos negras" proviene de los capuchos negros que usaban estos pueblos.
Las principales ciudades de Porosye eran Torchesk y Yuryev (hoy Bila Tserkva), donde se encontraba la sede episcopal para el trabajo misionero entre los paganos. Según datos arqueológicos, a finales de la década de 1230, las ciudades fortaleza y los asentamientos de Porosye fueron atacados y destruidos. Las ciudades cayeron como consecuencia del asedio y el asalto, los defensores opusieron una feroz resistencia y casi todos perecieron. En el camino a Kiev, los mongoles destruyeron: Vitachov, Vasilev y Bélgorod Kíevski. Las afueras de Kiev quedaron devastadas hasta Vyshgorod y Gorodets.
Los torks y los pechenegos, que formaban el núcleo de los "Capuchos Negros", provenían del desintegrado Kanato Kimak. La implicación de Subotai en la guerra contra los "capuchos negros" fue, entre otras cosas, de carácter diplomático. Subotai era de la tribu Uriankhai, que también formaba parte del Kanato Kimak. Sus orígenes le ayudaron a persuadir a los Capuchos Negros para que se unieran al imperio nómada de los mongoles.

### La toma de Kyiv
Véase también: Asedio de Kiev (1240)
En 1238, Miguel de Chernígov ocupó el trono de Kiev después de que Yaroslav II de Nóvgorod partiera hacia el norte. Después de que Miguel de Chernigov huyera de Kiev, Rostislav Mstislavich, el príncipe de Smolensk, fue el primero en aparecer en Kiev. Luego, Daniel de Galitzia, el príncipe de Galicia-Volinia, que superaba en antigüedad a Rostislav, lo destituyó. Sin embargo, Daniel abandonó la ciudad, confiando su defensa a Dimitri, con un ejército de mil hombres.
A finales de noviembre de 1240, las fuerzas combinadas de todos los descendientes de Gengis Kan, bajo el mando de Batú Kan, habiendo acabado con la resistencia de los “capuchos negros”, se acercaron y sitiaron Kiev.
Los mongoles llegaron con sus casas móviles, sus enseres domésticos y sus familias. Según la información del Códice de Hipacio sobre el asedio de Kiev, se observa que cuando Batú Kan y sus tropas rodearon la ciudad, se levantó un ruido terrible y los residentes sitiados no podían escucharse entre sí debido al constante rechinar de las ruedas de los carros, el rugido de muchos camellos y el relincho de los caballos: "uno no podía oír el sonido del crujido de sus carros, la multitud del rugido de sus camellos y el relincho de sus caballos por el sonido de las manadas". 
Además, el ejército de Batú Kan tenía arietes pesados y lanzadores de piedras, con los que, en pocos días, se destruyeron las murallas de Kiev. Un ejército de este tipo sólo podía ser transportado a través del río Dnieper después de que se hubiera formado una fuerte capa de hielo en el río.
Existe una contradicción en las fuentes crónicas respecto al momento y la duración del asedio de Kiev. El Códice de Hipacio, que és la fuente principal sobre los acontecimientos del asedio, no contiene ninguna fecha. El Códice de Laurencio relata que, el 6 de diciembre de 1240, Kiev fue tomada por los mongoles. Al mismo tiempo, según la Crónica de Abraham, comparativamente tardía (compilada en el último cuarto del siglo XV, basada en fuentes crónicas más antiguas), Kiev fue sitiada el 5 de septiembre y tomada el 19 de noviembre. Una investigación reciente dedicada a la cuestión de la fecha del asedio de Kiev permite afirmar que el asedio comenzó el 28 de noviembre y Kiev cayó el 6 de diciembre.
Según los datos arqueológicos, la primera fila de la Murallas de Kiev (“La Murallas de Yaroslav”) alcanzaba 12 metros de altura y 20 metros de ancho, lo que en términos de su potencia no tenía igual en la historia de la antigua fortificación rusa. Los muros de madera de las murallas estaban reforzados con torres de piedra. Luego estaba la segunda fila de murallas y las murallas de la “ciudad de Vladimir”, y dentro de ella la tercera línea de defensa: las fortificaciones de la Corte de Yaroslav.
Los mongoles lanzaron su ataque principal desde el sur de la Puerta Lyadsky. Después de destrozar las murallas con 32 máquinas arrojadizas de piedras, según los cálculos del arqueólogo ucraniano Gleb Yuryevich Ivankin, irrumpieron en las brechas, donde se había desarrollado una feroz batalla durante todo el día. Los defensores de la ciudad se retiraron tras los muros de la "ciudad de Vladimir". Al día siguiente se reanudó la batalla y se rompió esta línea defensiva, tras lo cual los combates tuvieron lugar en las calles de la ciudad. Los residentes y soldados sobrevivientes se refugiaron en el interior de la iglesia de los Diezmos y en sus bóvedas, que se derrumbaron bajo el peso de la gente. La devastada Kiev perdió durante mucho tiempo su importancia como centro urbano importante. 
Giovanni da Pian del Carpine, que pasó por Kiev seis años después, escribió sobre el estado de la ciudad que vio: “Ahora está reducida a casi nada: apenas existen allí doscientas casas y mantienen a la gente en la más severa esclavitud”.

### Incursión mongola en Galicia-Volinia
Daniel de Galitzia, el príncipe de Galicia-Volinia, sin esperar el comienzo de la invasión enemiga, abandonó el territorio de su Principado y regresó a Volinia solo después de recibir noticias de la salida de los mongoles más allá de las fronteras de Rusia.
Según Martin Dimnik, en 1239, al concluir un acuerdo con los mongoles, Daniel recibió de ellos algunas garantías de la inviolabilidad de sus tierras. Kiev cayó, y poco después los mongoles también devastaron el Principado de Volinia. Los dirigentes mongoles sabían de antemano de la huida de los príncipes de Galicia-Volinia en vísperas de la invasión enemiga. Es decir, Batú Kan sólo comenzó la campaña contra Volodímir, después de haber asegurado que Daniel de Galitzia había abandonado las fronteras de Rus.
A mediados de diciembre de 1240 - mediados de enero de 1241, casi inmediatamente después de la captura de Kiev, Ogodei retiró parte de las fuerzas dirigidas por Möngke y Guyuk Kan de la campaña occidental, y algunos investigadores  creen que el movimiento posterior hacia el oeste fue realizado por Batú Kan por iniciativa propia.
Las crónicas rusas (Galicia-Voliniana, Voskresensk) contienen información detallada sobre la toma de ciudades en la frontera Kiev-Volinia por los mongoles y muy poco sobre la caída de las principales ciudades del Principado de Galicia-Volinia: Hálych y Volodímir. El Códice de Laurencio sólo menciona la caída de Kiev y la victoria de los mongoles sobre los húngaros, y las crónicas de Nóvgorod, que incluso hablan de la caída de Riazán en 1237, no mencionan la caída de Kiev.
Según Rashid-al-Din Hamadani, después de la captura de Kiev, las tropas de Batú Kan no encontraron más resistencia hasta el inicio de las operaciones militares en Hungría y Polonia. Después de la caída de Kiev, los mongoles pasaron a la táctica de las incursiones, lo que resultó posible, ya que para tomar las ciudades del Principado de Galicia-Volinia, los invasores no necesitaron concentrar fuerzas militares significativas, a diferencia de lo que ocurrió, por ejemplo, durante el asalto a las ciudades del Principado de Vladímir-Súzdal.
Batú Kan destruyó Kamenets, donde gobernaba Izyaslav Mstislavich, uno aliado de Miguel de Chernígov, pero se vio obligado a retirarse de Krémenets, la ciudad de Daniel de Galitzia. Para tomar la prácticamente inexpugnable Kolodyazhin, Batú Kan tuvo que utilizar arietes (como durante el asalto a Kiev). Al iniciar la campaña contra Volodímir, Batú Kan “llegó a la ciudad de Kolodyazhnoye, formó un ejército de 12 hombres y no pudo derribar el muro”. Pero si las fortificaciones de la ciudad resistieron el ataque de los invasores, entonces sus defensores, como continúa diciendo el cronista, vacilaron, sucumbiendo a las falsas promesas de Batú Kan, se rindieron y fueron asesinados: “y la gente comenzó a hablar, pero ellos, habiendo oído de su luz maligna, se rindieron y fueron asesinados ellos mismos”.
Desde Volodímir los mongoles avanzaron en tres cuerpos. El primero, formado por tres tumens, dirigido por Baidar, pasó por Brest hasta Reino de Polonia (1025-1385) y el Reino de Bohemia. El segundo, dirigido por Batú Kan y Subotai a través de los Montes Cárpatos hasta el Reino de Hungría. El tercero, bajo el mando de Kadan, se dirigió hacia el sur, a través de Moldavia hasta Transilvania.
Además, el segundo y tercer cuerpo (en conjunto hasta 70 000 personas) primero ocuparon Hálych y luego, antes de la invasión de Hungría, se establecieron para un breve descanso. Los mongoles se reagruparon (los bolojovenos proporcionaron forraje al ejército mongol y evitaron así la devastación de sus tierras). El Týsiatski Dmitri, el jefe de la defensa de Kiev, que fue capturado por los mongoles, sugirió que Batú Kan fuera a Hungría más rápido para evitar la devastación del Principado de Galicia-Volinia. Algunos historiadores creen que las tropas rusas también participaron en la invasión de Hungría.
Los historiadores tienen opiniones diferentes sobre el destino de Hálych y Volodímir, aunque todos reconocen el descenso de la población y la pérdida de importancia de estas ciudades a partir de mediados del siglo XIII.  Según la visión tradicional sobre Volodímir:
Los materiales arqueológicos proporcionan una imagen vívida de la destrucción de la ciudad como resultado del asalto y posterior masacre de sus habitantes por parte de los tártaros mongoles.
Cuando el príncipe Daniel llegó allí después de la partida de los mongoles, “no quedaba ni un solo ser vivo en Volodímir”.
Según algunos estudios modernos:
Los estudios arqueológicos de los monumentos de la Hálych medieval no han revelado, como en Volodímir, rastros de la destrucción total de mediados del siglo XIII. No se han encontrado rastros de muerte masiva de la población de la ciudad como resultado de la invasión de Batú Kan.
Se observa que incluso los cronistas del Principado de Galicia-Volinia son escasos en lo que respecta a eventos aparentemente tan importantes, así como en lo que respecta a los detalles que divergen de las imágenes clásicas de la toma de ciudades. Por ejemplo, en el caso de Brest, los cadáveres insepultos fueron encontrados en un campo, no en la ciudad; en Volodímir, fueron encontrados en iglesias (“la Iglesia de la Santa Madre de Dios estaba llena de cenotafios, otras iglesias estaban llenas de cenotafios y cuerpos de muertos”), mientras que la mayoría de las antiguas iglesias de Vladimir conocidas hoy sobrevivieron a la invasión mongola.

## Otros conflictos militares durante la invasión
En 1237-1240, además de contrarrestar las invasiones mongolas, los principados rusos se vieron obligados a luchar contra sus oponentes occidentales, que habían intensificado sus acciones, especialmente después de la derrota en Batalla del Río Sit (marzo de 1238). Además, la mayoría de los historiadores, al examinar las razones de la derrota de los principados rusos, mencionan que los conflictos entre los principados rusos continuaron, incluso durante los años de la invasión.

### Conflictos entre los principados rusos
En 1236, cuando los mongoles invadieron la Bulgaria del Volga, Yaroslav II de Nóvgorod llevó a cabo una acción para capturar Kiev y se convirtió en Príncipe de Kiek, poniendo así fin a la lucha por ella entre los príncipes de Smolensk, Volinia y Chernígov. Las luchas posteriores entre ellos tuvieron lugar sólo en el Principado de Galicia-Volinia hasta el invierno de 1238/1239.
Después de la muerte de Yuri II de Vladímir, Yaroslav se fue a Vladímir, dejando Kiev a Miguel de Chernígov. Cuando partió hacia Hungría y Rostislav Mstislavich (hijo de Mstislav Romanovich) llegó a Kiev, la familia de Miguel fue capturada en Kamenets por Yaroslav II. Según Anton Anatolyevich Gorsky y Nikolái Karamzín, Yaroslav II lanzó una nueva gran campaña hacia el sur en el invierno de 1239/40. Por otro lado, según la Mijailo Hrushevski y Alexander Vyacheslavovich Mayorov esta campaña en realidad no tuvo lugar; la familia de Miguel fue capturada por el príncipe gallego Yaroslav Ingvarevich, y las relaciones entre Yaroslav II y Miguel de Chernígov eran buenas.

### Conflictos contra reinos occidentales
El 22 de septiembre de 1236, los Hermanos Livonios de la Espada fueron derrotados por los samogitios paganos en la Batalla de Saule (la República de Pskov luchó del lado de los "Hermanos" en esa batalla), y el Papa Gregorio IX dio su consentimiento a la unificación de los "Hermanos" con la Orden Teutónica.
En diciembre de 1237, el papa Gregorio IX proclamó la segunda cruzada a Finlandia, y en junio de 1238, el Rey Valdemar II de Dinamarca y el maestro de la Orden Teutónica acordaron la división de Estonia y la acción militar contra Rusia en el Báltico con la participación de los suecos. Las operaciones militares se iniciaron en julio de 1240 con la invasión de los suecos, pero fueron derrotados en el Nevá. Sin embargo, en agosto la Orden logró tomar Pskov, que fue reconquistada por Alejandro Nevski solo a principios de 1242, después de lo cual la Orden fue derrotada en el Lago Peipus.
En la primavera de 1238 (o 1237  ), Daniel de Galitzia devolvió la ciudad de Dorohichin , que había sido entregada a la Orden de Dobrin por Conrado I de Mazovia.
En 1238, los lituanos capturaron Smolensk. En el invierno de 1238/39, Miguel de Chernígov dirigió una campaña contra el Gran Ducado de Lituania desde el sur con la participación de fuerzas galicias, y Yaroslav II de Nóvgorod expulsó a los lituanos de Smolensk, devolviendo el Principado de Smolensk a Vsévolod Mstislavich. Después de esto, el hijo de Yaroslav, Alejandro, se casó con la hija de Bryachislav Vasilkovich (Príncipe de Polotsk).

## Consecuencias
Una parte significativa de la población de Rus de Kiev pereció. Diversas ciudades, como: Vladímir, Hálych, Volodímir, Chernígov, Pereyáslav, Riazán y muchas otras fueron destruidas. Las excepciones fueron Veliki Nóvgorod, Pskov y también las ciudades de los principados de Smolensk, Pólotsk y Túrov y Pinsk. La cultura urbana desarrollada de la antigua Rusia sufrió daños importantes.
Los investigadores hablan de los procesos de centralización política que existían en el momento de la invasión mongola y fueron interrumpidos por ella. Kiev dejó de ser objeto de lucha entre las distintas ramas de los Rúrikovich y el centro de la lucha con la estepa; la institución de las “comuniones en la tierra rusa” desapareció, ya que el destino de Kiev comenzó a ser controlado por los kanes mongoles.
Los historiadores evalúan el impacto de la invasión en el centro de unificación de Galicia-Volinia de manera diferente: por un lado, la salida de los príncipes durante la invasión provocó una confiscación temporal de tierras por parte de los boyardos, pero por otro lado, varios años después el Principado unificado de Galicia-Volinia fue reconocido por los mongoles.
Los historiadores de asuntos militares también señalan el hecho de que el proceso de diferenciación de funciones entre formaciones de arqueros y destacamentos de caballería pesada, que se especializaban en golpes directos con armas blancas, se interrumpió en Rus inmediatamente después de la invasión: una unificación de estas funciones tuvo lugar en la persona de un mismo guerrero feudal, que se vio obligado a disparar con arco y luchar con lanza y espada. De este modo, el ejército ruso, incluso en su parte selecta y puramente feudal (los escuadrones principescos), retrocedió un par de siglos: el progreso en los asuntos militares siempre estuvo acompañado por el desmembramiento de funciones y su asignación a ramas sucesivamente emergentes del ejército, su unificación (o más bien, reunificación) es un claro signo de regresión. Sea como fuere, las crónicas rusas del siglo XIV no contienen ni una sola alusión a destacamentos separados de arqueros, similares a los ballesteros genoveses o los arqueros ingleses de la guerra de los Cien Años. Esto es comprensible: tales destacamentos no pueden formarse a partir de “personas donantes”; se necesitaban tiradores profesionales, es decir, personas que se habían alejado de la producción y que vendieron su arte y su sangre por dinero en efectivo; “Rusia, al haber retrocedido económicamente, simplemente no podía permitirse el lujo de tener mercenarios”.

### Decadencia urbana
Antes de la invasión, había 1500 ciudades y puntos fortificados en Rusia. Las regiones más desarrolladas eran los Principados de Chernígov, de Galicia-Volinia, de Smolensk y de Kiev. Como resultado de la invasión y de las campañas mongol-tártaros que la siguieron a lo largo del siglo XIII, la mayoría de los asentamientos fueron borrados de la faz de la tierra. Sólo han sobrevivido hasta nuestros días los nombres de 300 de las ciudades y puntos fortificados que sobrevivieron. Los mayores daños los sufrieron las tierras del sur de Rusia: los principados de Kiev, de Pereyáslav, de Galitzia-Volinia y de Chernígov. Como resultado de la invasión, la región más desarrollada se convirtió donde una vez estuvo el Principado de Vladímir-Súzdal, que, sin embargo, estaba completamente aislada en términos económicos del sur y el oeste de Rusia.
Las otrora florecientes ciudades de Kiev y Vladímir, que tenían una población de alrededor de 50 mil personas cada una y eran más grandes que diversas importantes ciudades de la Europa occidental, cayeron en decadencia. El arqueólogo Petró Tolochko estimó alrededor de 10 000 fincas en las capas culturales de la antigua Kiev antes de la invasión, mientras que, en 1246, el legado papal Giovanni da Pian del Carpine contó apenas 200 casas en la ciudad, y en sus alrededores observó los restos insepultos de decenas de miles de personas.
A finales del siglo XIII y principios del XIV, se produjo una restauración parcial de puntos fortificados, aproximadamente el doble, manteniéndose las posiciones de vanguardia de las citadas tierras.
Durante la campaña de Batú Kan, las ciudades fueron completamente destruidas y los sobrevivientes eran llevados a la esclavitud. Los asentamientos que sufrieron la invasión no pudieron recuperar su nivel anterior de economía y cultura durante mucho tiempo. Según los arqueólogos, el período premongol era una época de florecimiento cultural, artesanal y comercial para muchas ciudades de la antigua Rus. Tras la devastación cayeron en decadencia, la construcción en piedra cesó durante mucho tiempo y la artesanía se empobreció. Se cortaron los vínculos económicos entre las ciudades y los pueblos circundantes. Las ciudades rusas tardaron más de 100 años en recuperarse de la invasión de Batú Kan.

### Migración de población
Los principados afectados por la invasión mongol-tártaro perdieron una parte significativa de su población. Muchas personas se vieron obligadas a huir ante la aproximación de las tropas de Batú Kan. En el noreste de Rusia, muchos residentes de los principados de Vladímir-Súzdal y Riazán se marcharon a tierras más septentrionales, más allá del río Volga. Otros buscaron refugio en zonas escasamente pobladas y se resguardaron en bosques densos.
Después de la partida de los tártaros mongoles, muchos de ellos regresaron a su antiguo lugar de residencia. Tan sólo un año después de la caída del Principado de Vladímir-Súzdal, el número de los que regresaron fue tan grande que el príncipe Yaroslav II de Nóvgorod pudo reunir entre ellos un gran ejército para una campaña contra los lituanos.
Inmediatamente después de la invasión, muchos de los habitantes de los principados del sur de Rusia (Kiev, Pereyáslav, Chernígov, etc.) huyeron al noreste de Rusia.
A su vez, Vladímir, Súzdal, Pereslavl-Zaleski y algunas otras ciudades del noreste de Rusia en la segunda mitad del siglo XIII se convirtieron en objeto de muchas campañas mongol-tártaros. Por lo tanto, muchos de sus habitantes se trasladaron gradualmente a las cercanías de Moscú y Tver, o al norte, a las regiones de Yaroslavl, Galich, Veliky Ustyug, etc.

### Implicaciones económicas
En su desarrollo socioeconómico la Rusia sufrió un retroceso significativo. Durante varias décadas, la construcción con piedra prácticamente cesó en las ciudades rusas. Desaparecieron artesanías complejas como la producción de adornos de vidrio, esmalte cloisonné, nielado, granulación y cerámica vidriada policromada. “Rusia retrocedió varios siglos, y en esos siglos en que la industria gremial de Occidente estaba entrando en la era de acumulación inicial, la industria artesanal rusa tuvo que atravesar una segunda parte del camino histórico que se había recorrido antes de Batú Kan.

### Implicaciones culturales
La invasión de Batú Kan causó graves daños a la cultura de la antigua Rus. Durante la destrucción de las ciudades rusas por los tártaros mongoles, fueron destruidos muchos monumentos literarios y escritos. Otros sólo han sobrevivido en copias hechas por escribas. Además, en muchas ciudades rusas desaparecieron los depósitos de libros, que fueron los prototipos de las bibliotecas posteriores.
Esto causó graves daños a la labor de escribir crónicas, que hasta entonces había alcanzado un gran desarrollo en Rusia. Hasta finales del siglo XIII, el contenido de las crónicas fue en gran medida escaso. Según Vadim Viktorovich Kargalov, los textos posteriores “han perdido la vivacidad de los cronistas premongoles”. En las crónicas de la segunda mitad del siglo XIII, el lugar principal lo ocupaban los informes sobre los viajes de los príncipes a la Horda, las luchas principescas y los acontecimientos eclesiásticos.
Según el historiador Mijaíl Nikolaevich Tijomírov, en los principados que sufrieron la invasión, después de 30-40 años, comenzó la restauración de los valores culturales; en particular, comenzó en la década de 1270: la restauración de la tradición escrita. En este período destacan los llamados “El Libro de Kormchaya”, una colección de leyes eclesiásticas y seculares que empezaron a crearse después del concilio eclesiástico de 1274. Tikhomirov señaló que al crear “El Libro de Kormchaya”, Rusia opuso sus normas jurídicas al poder tártaro y esto se convirtió en el comienzo de la “consolidación de las fuerzas populares para repeler a los invasores tártaros”.

## Batú Kan

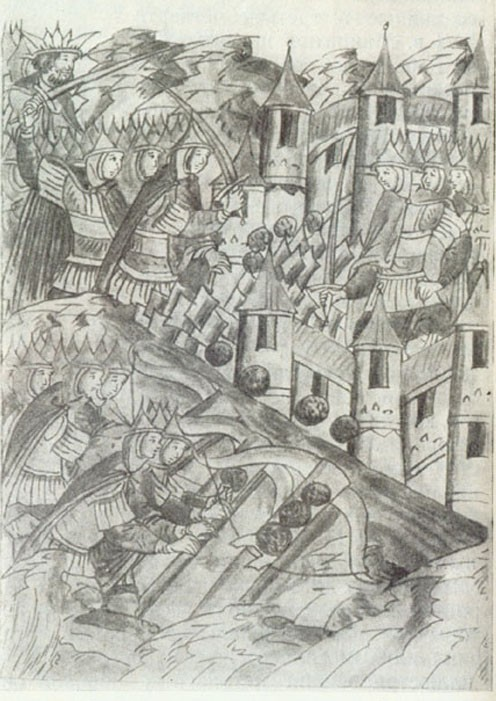
Sitio de Kozelsk en 1239 por Batú Kan.

En 1235, Batú, que había dirigido anteriormente la conquista de Crimea, fue elegido para reconocer el terreno y comenzar a invasión de Europa con un ejército de aproximadamente 120 000 efectivos, aunque el historiador sueco Carl Fredrik Sverdrup rebaja el número a 37 000 a 43 000 hombres: a los 4000 soldados que enviaron con Subotai para acabar con los búlgaros en 1232, se sumaron 6000 reclutas de la región de Aral y 10 000 a 16 000 guardias reales mongoles y 17 000 soldados de otras etnias, totalizando alrededor de 40 000 guerreros.
Las hordas mongolas de arqueros a caballo a las órdenes de Batú Kan y Subotai, cruzaron el río Volga e invadieron la Bulgaria del Volga en el otoño de 1236. Les tomó un año extinguir la resistencia de los búlgaros de Volga, cumanos y alanos.
En noviembre de 1237, Batú Kan envió a sus embajadores a la corte de Yuri II de Vladímir para exigir su sometimiento. Un mes más adelante, los mongoles sitiaron antigua ciudad de Riazán, que después de seis días de sangrientos combates fue aniquilada totalmente, y nunca fue reconstruida. Alarmado por las noticias, Yuri II envió a sus hijos para detener a los invasores, pero fueron derrotados. Habiendo arrasado e incendiado Kolomna y Moscú, la horda puso sitio a Vladímir el 4 de febrero de 1238. Tres días después, la capital del principado de Vladímir-Súzdal fue tomada y quemada. La familia real pereció en el incendio mientras que el gran príncipe se retiró céleremente hacia el norte, cruzó el Volga y reclutó un nuevo ejército que fue totalmente exterminado por los mongoles en la batalla del río Sit el 4 de marzo de 1238. 
Ahí Batú Kan dividió a su ejército en unidades más pequeñas, que atacaron catorce ciudades de la Rus de Kiev: Rostov, Úglich, Kostromá, Kashin, Ksniatin, Gorodéts, Gálich, Pereslavl-Zaleski, Yúriyev-Polski, Dmítrov, Volokolamsk, Tver y Torzhok. La más difícil de tomar fue la pequeña ciudad de Kozelsk, en la que un muchacho, el príncipe Vasili, hijo de Titus, resistió al frente de sus habitantes durante siete semanas, matando a 4000 mongoles. Según una leyenda, al conocer que se aproximaban los invasores, la ciudad de Kítezh se sumergió en un lago con todos sus habitantes, donde aún hoy en día se los puede ver (véase La ciudad invisible de Kítezh). Las únicas ciudades de importancia que escaparon a la destrucción fueron Smolensk, que muy sabiamente se sometió a los mongoles y accedió a pagar tributos, y Nóvgorod y Pskov, que no pudieron ser alcanzadas por los mongoles debido a la lejanía y al frío invernal. Refugiados de Rus meridional huyeron al noreste, a la región boscosa situada entre el Volga y el Oká.
En el verano de 1238, Batú Kan devastó Crimea y «pacificó» Mordovia. En el invierno de 1239, saqueó Chernígov y Pereslavl-Zaleski. Tras siete meses de sitio, la horda tomó Kiev en diciembre de 1240. A pesar de la resistencia feroz del príncipe Daniel de Galitzia, Batú Kan conquistó las dos principales capitales de la región, Hálych y Volodímir-Volinski antes de invadir Hungría y Polonia. Los Estados rusos continuaron existiendo como vasallos en lugar de integrarse en el Imperio.

## La edad tártara

Territorio de la Horda de Oro en 1389. Sarái Batú está marcada por una estrella.

Los invasores decidieron permanecer, y construyeron una capital, llamada Sarai, junto al río Volga. Llamaron a los territorios conquistados la Horda de Oro, como sección occidental del Imperio mongol, bajo la majestad del Kan quien vivía con la Gran Horda en el valle del río Orjón del río Amur. En Sarai tenían sus jefaturas y desde allí sometieron a Moscovia durante casi tres siglos.
El término por el cual se conoce comúnmente esta época, «yugo mongol» o «yugo tártaro», introducido por Nikolái Karamzín, sugiere la existencia de una gran opresión, pero en realidad estos invasores nómadas de Mongolia no eran crueles ni opresivos en exceso: nunca se instalaron en el país y tenían poco trato directo con sus habitantes. De acuerdo con las advertencias de Gengis Kan a sus hijos y nietos, conservaron su modo de vida nómada, de modo que no perturbaron a los habitantes de las ciudades en sus vidas diarias.
En materia religiosa eran extremadamente tolerantes. Cuando aparecieron en Europa eran chamanistas, y como tal no tenían ningún fanatismo religioso. Después de adoptar el islamismo siguieron siendo tan tolerantes como antes, y el kan de la Horda de Oro permitió a los rusos mantener un patriarca cristiano en su capital. Nogai Kan, medio siglo más tarde, casó con la hija del emperador bizantino y entregó a su propia hija a un príncipe ruso, Teodoro el Negro. Historiadores modernos (el más conocido Lev Gumiliov, hijo de Anna Ajmátova) aseguran incluso allí que no fue una invasión forzada: según ellos, los príncipes rusos concluyeron una alianza defensiva con la Horda para rechazar los ataques de los fanáticos caballeros teutones, que planteaban una amenaza mucho mayor a la religión y la cultura rusas.
Este es el lado brillante del dominio mongol. Su lado oscuro estaba en las invasiones que ocurrían cada vez que los nómadas acampaban en la frontera. Aunque estas invasiones no eran frecuentes, cuando ocurrían causaban una cantidad incalculable de devastación y sufrimiento. En los intervalos la gente tenía que pagar un tributo fijo, que al principio era recogido por recaudadores tártaros de manera aleatoria, pero que en 1259 fue regulada por un censo de población, y finalmente su colecta fue confiada a los príncipes nativos, de modo que la gente no tuviera contacto directo con los funcionarios mongoles.

## Influencia
La influencia de la invasión mongola en los territorios de la Rus de Kiev fue desigual: centros como Kiev nunca se recuperaron de la devastación del ataque inicial; en cambio, la República de Nóvgorod consiguió salir adelante, y otras entidades nuevas, los principados en torno a las ciudades de Moscú y Tver, comenzaron a prosperar bajo los mongoles. Aunque las fuerzas de los principados derrotaron a la Horda de Oro en la batalla de Kulikovo en 1380, el dominio mongol de parte de los territorios de Kiev, con pago obligado de tributos, continuó hasta la gran batalla del río Ugrá en 1480.
Un número significativo de historiadores rusos considera la opresión de Kiev como la causa principal de lo que a veces se llama "el salto Este-Oeste": aproximadamente 200 años de retraso en introducir reformas sociales, políticas y económicas importantes e innovaciones científicas en Rusia en comparación con Europa Occidental. Algunos afirman que el yugo tuvo una influencia destructiva severa en el sistema de leyes no escritas que regulaban la vida diaria de la sociedad; por ejemplo, Valeriya Novodvórskaya menciona que la pena de muerte, el encarcelamiento a largo plazo y las torturas no habían existido en Kiev antes de que los mongoles invadieran el país. Por otra parte, la mitad de la población murió durante la invasión.
Los historiadores han discutido la influencia a largo plazo del régimen mongol en la sociedad de la Rus de Kiev. Han culpado a los mongoles por la destrucción de la Rus de Kiev, su desintegración en tres componentes, y la introducción del despotismo oriental en Rusia. Pero algunos historiadores convienen que el país no era una entidad política, cultural, o étnica homogénea y que los mongoles aceleraron simplemente la fragmentación que había comenzado antes de la invasión. Los historiadores también acreditan al régimen mongol un papel importante en el surgimiento y desarrollo del Principado de Moscú como estado. Bajo ocupación mongola, por ejemplo, Moscovia desarrolló su red postal, el censo, el sistema fiscal, y la organización militar.
Ciertamente, puede ser discutida (y lo es a menudo) la afirmación de que sin la destrucción mongola de Kiev no habría prosperado Moscú, el Zarato ruso y posteriormente el Imperio ruso. Las rutas comerciales con el Este, como por ejemplo la ruta comercial de los varegos a los griegos, vinieron a través de las tierras de Kiev, convirtiéndolo en un centro para el comercio entre ambos mundos. La influencia mongola, aunque fue destructiva en extremo para sus enemigos, tuvo un efecto significativo a largo plazo en el ascenso de Rusia, Ucrania y Bielorrusia modernas.

## Sucesores de la Horda de Oro
Los mongoles fueron sucedidos por los kanatos de Kazán, Astracán, Crimea y Siberia, así como por la horda de Nogái, todos ellos conquistados finalmente por el Imperio ruso.